# Pfarrhaus (Wertach)

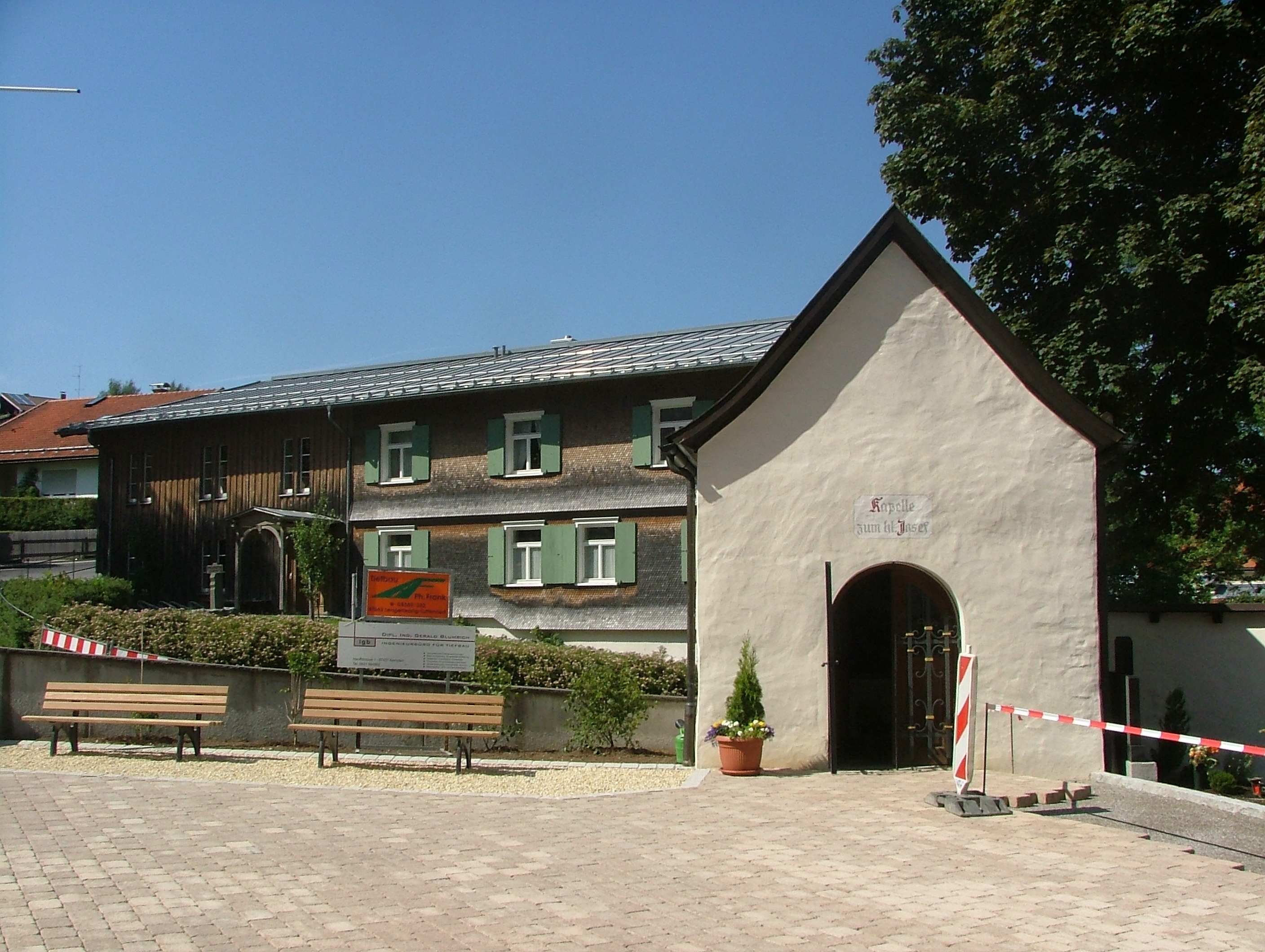
Pfarrhaus in Wertach (im Hintergrund)

Das Pfarrhaus in Wertach, einer Gemeinde im Landkreis Oberallgäu im bayerischen Regierungsbezirk Schwaben, wurde 1695 errichtet. Das Pfarrhaus an der Sankt-Ulrich-Straße 13 ist ein geschütztes Baudenkmal.
Der zweigeschossige, verschindelte Blockbau mit flachem Satteldach wurde 1695 errichtet.